# Sikosalo (ö i Södra Karelen, Villmanstrand, lat 61,13, long 28,31)
Sikosalo är en ö i Finland. Den ligger i sjön Saimen och i kommunerna Taipalsaari och Villmanstrand och landskapet Södra Karelen, i den södra delen av landet, 210 km nordost om huvudstaden Helsingfors. Öns area är 73,8 hektar och dess största längd är 1,6 kilometer i nord-sydlig riktning.